# Dipluridae

Расположение глаз Masteria petrunkevitchi

Dipluridae  (лат.) — семейство пауков, входящее в инфраотряд Mygalomorphae. Характеризуются двумя парами лёгочных мешков и ортогнатными хелицерами. Ряд родов , включая Atrax, которые ранее были включены в это семейство, в настоящее время перенесены в семейство  Hexathelidae. Насчитывают 188 вида, объединённых в 24 рода.

## Описание
Воронковые тарантулы  имеют удлинённое туловище, длина которого втрое превосходит ширину. Хелицеры умеренно длинные. Средние паутинные бородавки значительно короче, чем задние боковые бородавки, состоящих из трёх сегментов и имеющих длину, почти сравнимую с длиной брюшка. Глаза располагаются вместе, на карапасе отсутствуют волоски. Пещерные виды Masteria caeca безглазы.
Большинство видов имеют средний и мелкий размер — от 3 до 15 мм. Окрас бурый или чёрный с пятнами.

## Биология
Живут в норах, вход в которые сконструирован особым способом - в виде воронки из паутины. Некоторые виды делают в норе подкладку из паутины (Diplura, Trechona, некоторые виды Linothele). Устраивают гнёзда в трещинах земли, под корой деревьев, под бревнами или в опавших листьях.

## Распространение

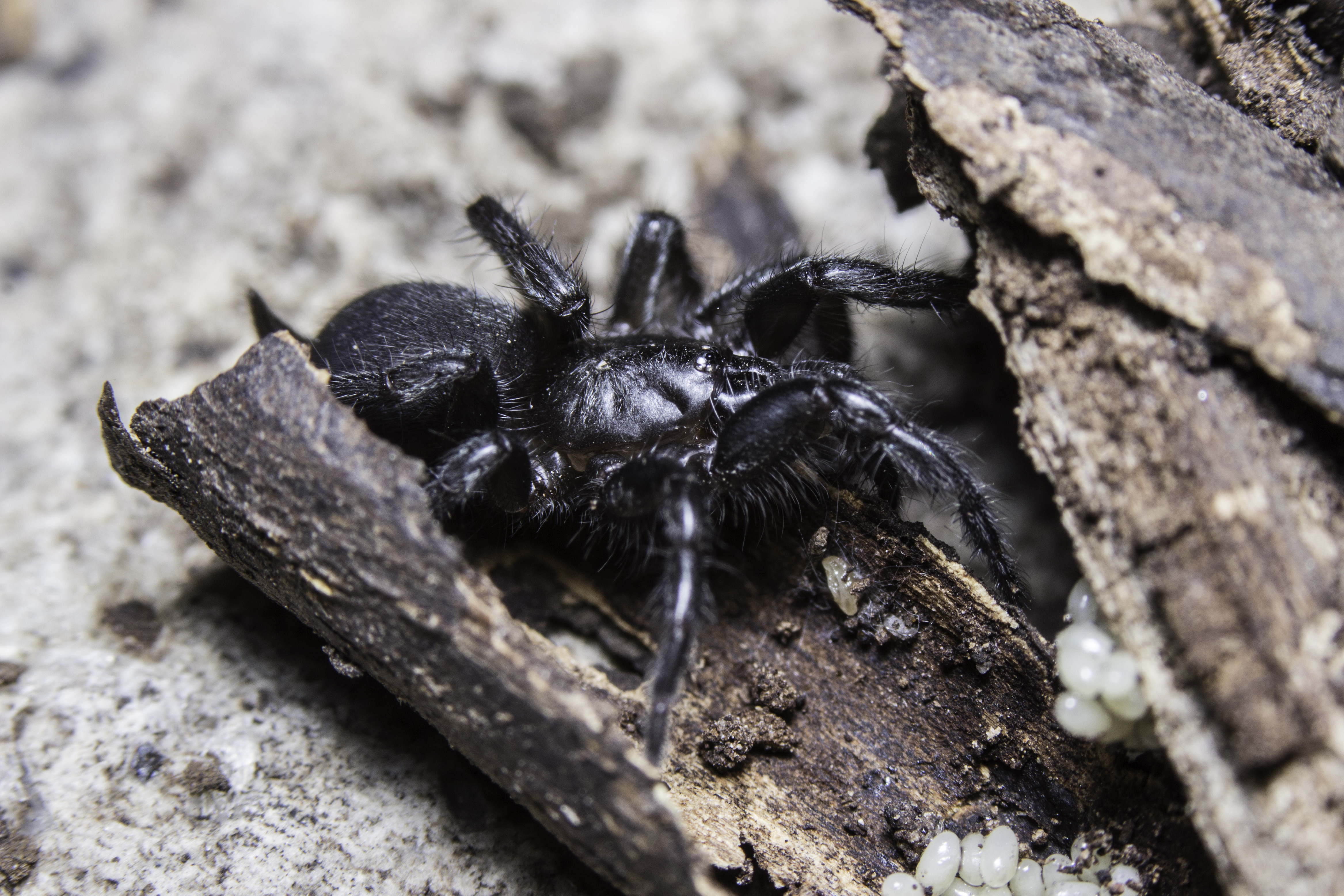
Представитель рода Euagrus

Обитают почти повсеместно в тропиках. В основном, в Центральной и Южной Америке, также много видов обитает в австралийском регионе. Indothele найдены в Индии и Шри-Ланке . Род Ischnothele является неотропическим родом, но один вид встречается только в Индии. Несколько родов встречаются в Африке, а Thelechoris также встречаются на Мадагаскаре. Leptothele и Phyxioschema suthepium являются эндемиками Таиланда, другие виды Phyxioschema найдены в Центральной Азии. Род Masteria распространён повсеместно.

## Таксономия
Семейство Dipluridae включает 26 родов:
- Allothele Tucker, 1920
- Andethele Coyle, 1995
- Australothele Raven, 1984
- Caledothele Raven, 1991
- Carrai Raven, 1984
- Cethegus Thorell, 1881
- Chilehexops Coyle, 1986
- Diplura C. L. Koch, 1850
- Euagrus Ausserer, 1875
- Harmonicon F. O. Pickard-Cambridge, 1896
- Indothele Coyle, 1995
- Ischnothele Ausserer, 1875
- Lathrothele Benoit, 1965
- Leptothele Raven & Schwendinger, 1995
- Linothele Karsch, 1879
- Masteria L. Koch, 1873
- Microhexura Crosby & Bishop, 1925
- Orientothele Mirza, Sanap & Kunte, 2017
- Namirea Raven, 1984
- Phyxioschema Simon, 1889
- Stenygrocercus Simon, 1892
- Striamea Raven, 1981
- Thelechoris Karsch, 1881
- Trechona C. L. Koch, 1850
- Troglodiplura Main, 1969
- Vilchura Ríos-Tamayo & Goloboff, 2017

Ископаемые виды семейства:
- †Clostes Menge, 1869 — ископаемое, Эоцен
  - †Clostes priscus (Menge, 1869)
- †Cretadiplura Selden, 2005 — ископаемое, Нижний мел[6]
  - †Cretadiplura ceara Selden, 2005
- †Dinodiplura Selden, 2005 — ископаемое, Нижний мел[6]
  - †Dinodiplura ambulacra Selden, 2005
- †Seldischnoplura Raven, Jell & Knezour, 2015 — ископаемое, Нижний мел[6]
  - †Seldischnoplura seldeni Raven, Jell & Knezour, 2015
- †Edwa Raven, Jell & Knezour, 2015 — ископаемое, Триасовый период, Австралия[6]
  - †Edwa maryae Raven, Jell & Knezour, 2015